# إعصار تاليم
إعصار تاليم هو إعصار استوائي وهو الإعصار الثامن عشر من موسم اعاصير المحيط الهادئ 2017. نشأة في شرق الفلبين يوم 9 أيلول.
ويهدد تايوان وهونغ كونغ وساحل الصين الشرقي.

## الاستعدادات

### الصين
السلطات المحلية قد أصدرت إشعارات إخلاء لما يصل إلى 500 ألف شخص. وستستخدم السلطات المحلية المباني المدرسية والملاعب الرياضية كملاجئ مؤقتة. وفي حال رفض المواطنين مغادرة منازلهم، فإن فرق التفتيش المكونة من الحزب الشيوعي والمسؤولين الحكوميين ستجبرهم على ذلك خلال الأيام المقبلة، وذلك تجنباً لما حدث في الولايات المتحدة عندما ضرب إعصار إيرما، مما أدي إلى فرار أكثر من 12 مليون نسمة من المناطق الساحلية استجابة لتحذيرات الحكومة، وتسبب الخروج المفاجئ والجماعي في ازدحام كبير على الطرق السريعة والعديد من محطات الخدمة الوقود.

### تايوان
أصدرت الحكومة تحذيراً بشأن الإبحار وألغت شركات الخطوط الجوية بعض الرحلات مع تأهب الجزيرة للإعصار «تاليم» الذي يتوقع أن يضرب مدناً منها العاصمة تايبه قبل أن يتجه صوب الصين ربما كإعصار شديد القوة.

### اليابان
أصدرت السلطات المحلية أوامر إخلاء إلزامية لآلاف من السكان في هوكايدو، وتم تعليق العشرات من خدمات القطارات.

## الأضرار والخسائر
| البلد    | الوفيات | مفقودين | الاضرار | مصدر  |
| -------- | ------- | ------- | ------- | ----- |
| اليابان  | 2       | 3       |         | [ 2 ] |
| الاجمالي | 2       | 3       |         |       |